# 张夏站
张夏站是一个京沪线上的铁路车站，位于山东省济南市长清区张夏镇，建于1911年，目前为四等站，邮政编码为250308。目前客运：不办理旅客乘降；不办理行李、包裹托运；货运：办理整车货物发到。
张夏站是京沪铁路上海拔最高的车站之一，曾有“津浦线屋脊”之称，在电力机车和内燃机车普及之前，所有驶经本站的货物列车均为双机运行并在该站加水。同时车站站房建于1911年，是济南现存的哥特式建筑风格车站站房之一。